# Fall Out-Fall In
Fall Out-Fall In (Fall Out Fall In) è un film del 1943 diretto da Jack King. È un cortometraggio animato della serie Donald Duck, prodotto dalla Walt Disney Productions e uscito negli Stati Uniti il 23 aprile 1943, distribuito dalla RKO Radio Pictures. Il titolo del film è un riferimento al comando militare che serve a creare una formazione organizzata di soldati a intervalli regolari: Fall Out è il comando dato per sciogliere il gruppo, Fall In per riformarlo. Nel gennaio 1986 fu inserito nello special Vita da paperi.

## Trama
Il soldato Paperino è in marcia con l'esercito. Dopo una lunga marcia, i soldati si fermano. Paperino vorrebbe mangiare, ma deve prima montare la sua tenda. Una volta eseguito l'ordine, fa vibrare una corda della tenda, la quale si disfa. Quella notte, mentre gli altri soldati dormono, Paperino cerca nuovamente di montare la tenda, che però finisce, dopo vari tentativi, per rompersi. Il papero cerca quindi di dormire, ma gli altri soldati, nel dormire, fanno involontariamente rumore, non permettendogli di chiudere occhio. Quando il trombettiere dà la sveglia ai soldati, Paperino, non avendo dormito, ha le occhiaie e, quando viene comandato di riprendere la marcia, Paperino lega involontariamente il suo zaino a un pino, portandoselo via.

## Distribuzione

### Edizioni home video

#### DVD
Il cortometraggio è incluso nel DVD Walt Disney Treasures: Semplicemente Paperino - Vol. 2.